# 1916 w polityce

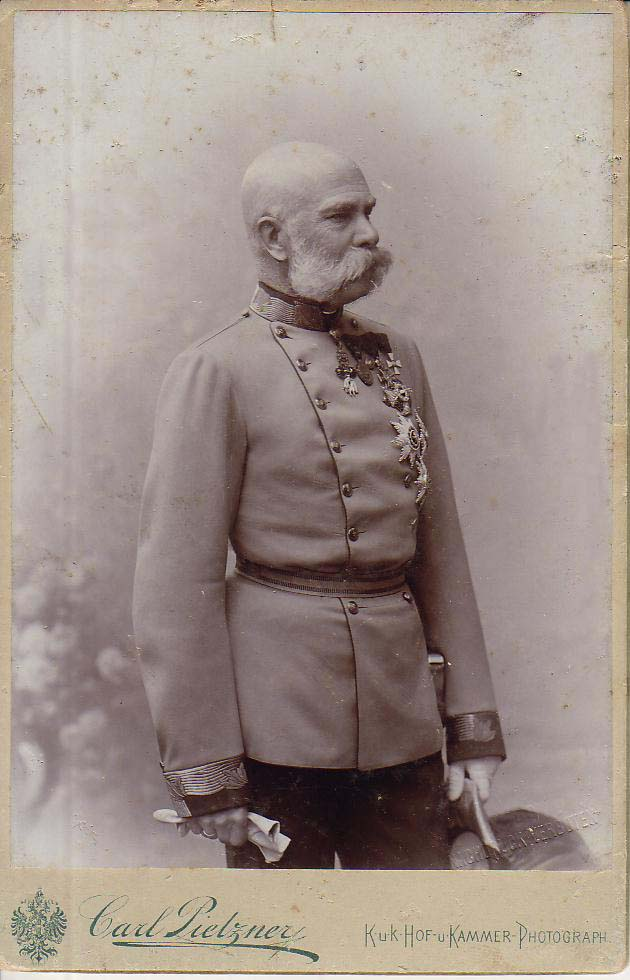
Franciszek Józef I

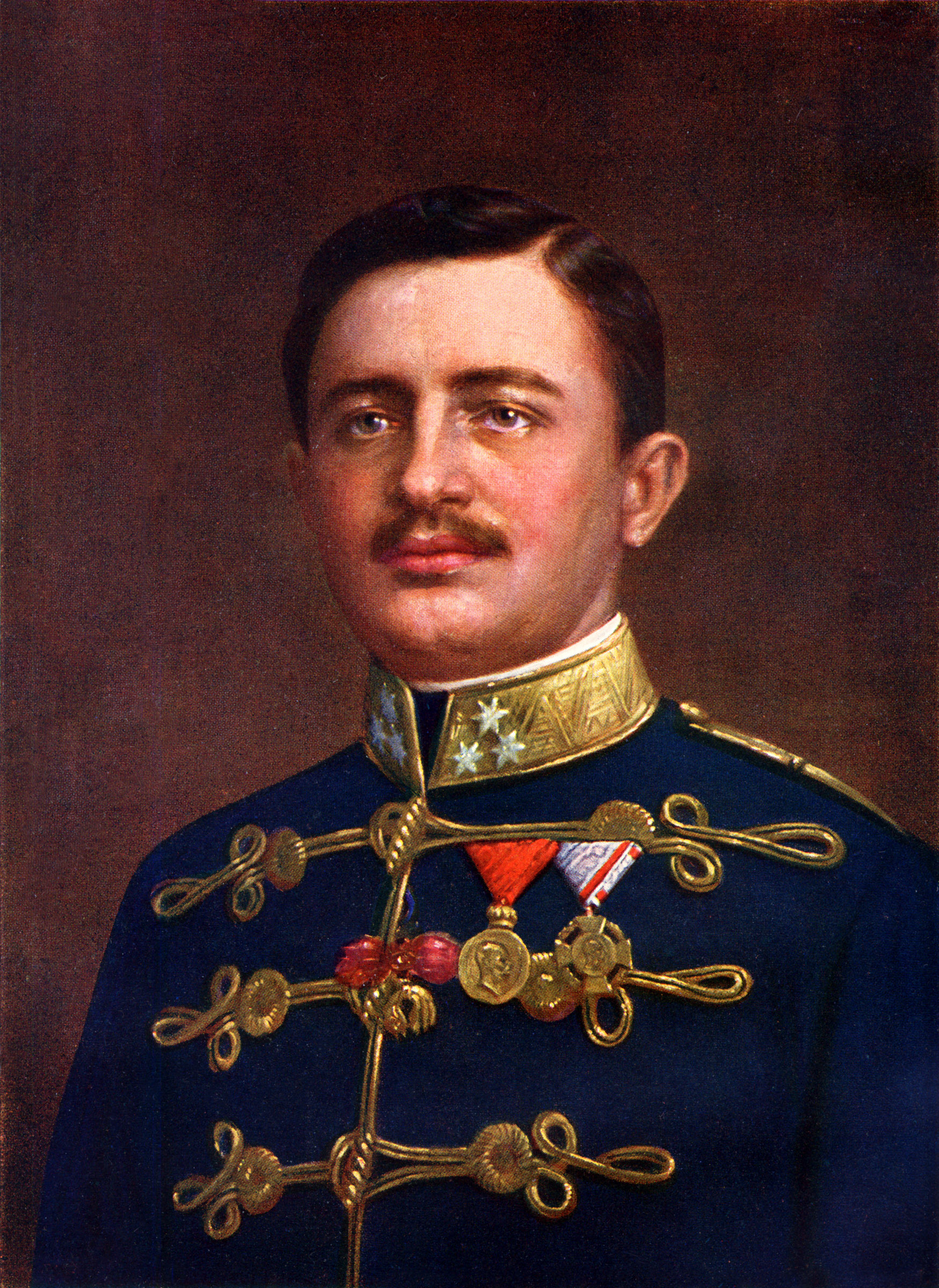
Karol I Habsburg

Wydarzenia polityczne w 1916 roku.

## Styczeń
- 12 stycznia – urodził się Pieter Willem Botha, prezydent RPA[1].

## Kwiecień
- 15–29 kwietnia – w Kut al-Imara brytyjska armia zorganizowała po raz pierwszy w historii most powietrzny. Trzydzieści dywizjonów Royal Air Force w czasie 140 lotów przetransportowano 8,5 tony zapasów[2].

## Maj
- 29 maja – urodził się Wacław Felczak, historyk, kurier Rządu RP na uchodźstwie w latach II wojny światowej[3].

## Lipiec
- 4–6 lipca – bitwa pod Kostiuchnówką[4].

## Październik
- 9 października – były premier Grecji Elefterios Wenizelos ogłosił powstanie nowego rządu tymczasowego w Salonikach. Decyzja ta nie została uznana przez króla w Atenach[2].
- 14 października – urodził się Hervey Gilbert Machen, amerykański polityk[5].

## Listopad
- 5 listopada – Niemcy i Austro-Węgry ogłosiły Akt 5 listopada, który wzywał Polaków do wstępowania w szeregi armii państw centralnych[4].
- 7 listopada:
  - Woodrow Wilson wygrał wybory prezydenckie w Stanach Zjednoczonych[6].
  - Jeannette Rankin została pierwszą kobietą członkiem Kongresu Stanów Zjednoczonych[2].
- 21 listopada – w Wiedniu, w pałacu Schönbrunn, zmarł Franciszek Józef I, cesarz Austrii i Austro-Węgier. Tego samego dnia tron objął arcyksiążę Karol Franciszek Józef[2].

## Grudzień
- 6 grudnia – David Lloyd George został premierem Wielkiej Brytanii[7].